# 尚翠苑
尚翠苑（英語：Sheung Chui Court）是香港房屋委員會的居者有其屋計劃屋苑之一，位於新界荃灣區沙咀道376號。原址前身為大窩口工廠大廈，於2007年拆卸，其後成為2014年宣布復建居屋的5幅用地之一。屋苑已於2017年6月底落成，為香港房屋委員會在荃灣區的首個居者有其屋計劃下的屋苑。

## 屋苑資料

### 樓宇
屋苑以3座設計，樓高29至38層，提供962個單位，實用面積約438至511平方呎。大廈採用非標準設計大廈設計。
| 樓宇名稱（座號） | 樓宇類型               | 落成年份 | 樓宇層數 （住宅層數） | 每層伙數 | 單位數目（伙） | 承建商   | 提供升降機的廠商 |
| ---------------- | ---------------------- | -------- | --------------------- | -------- | -------------- | -------- | ---------------- |
| 翠湖閣（A座）    | 非標準設計大廈 （T型） | 2017年   | 29（1-29樓）          | 6        | 174            | 中國建築 | 東芝             |
| 翠河閣（B座）    | 非標準設計大廈 （Y型） | 2017年   | 34（1-34樓）          | 12       | 408            | 中國建築 | 東芝             |
| 翠庭閣（C座）    | 非標準設計大廈 （Y型） | 2017年   | 38（1-38樓）          | 10       | 380            | 中國建築 | 東芝             |

### 設施
屋苑內設兒童遊樂場、休憩花園、園景天台及樓高三層的長者日間護理中心。停車場設於地底。

## 圖片庫

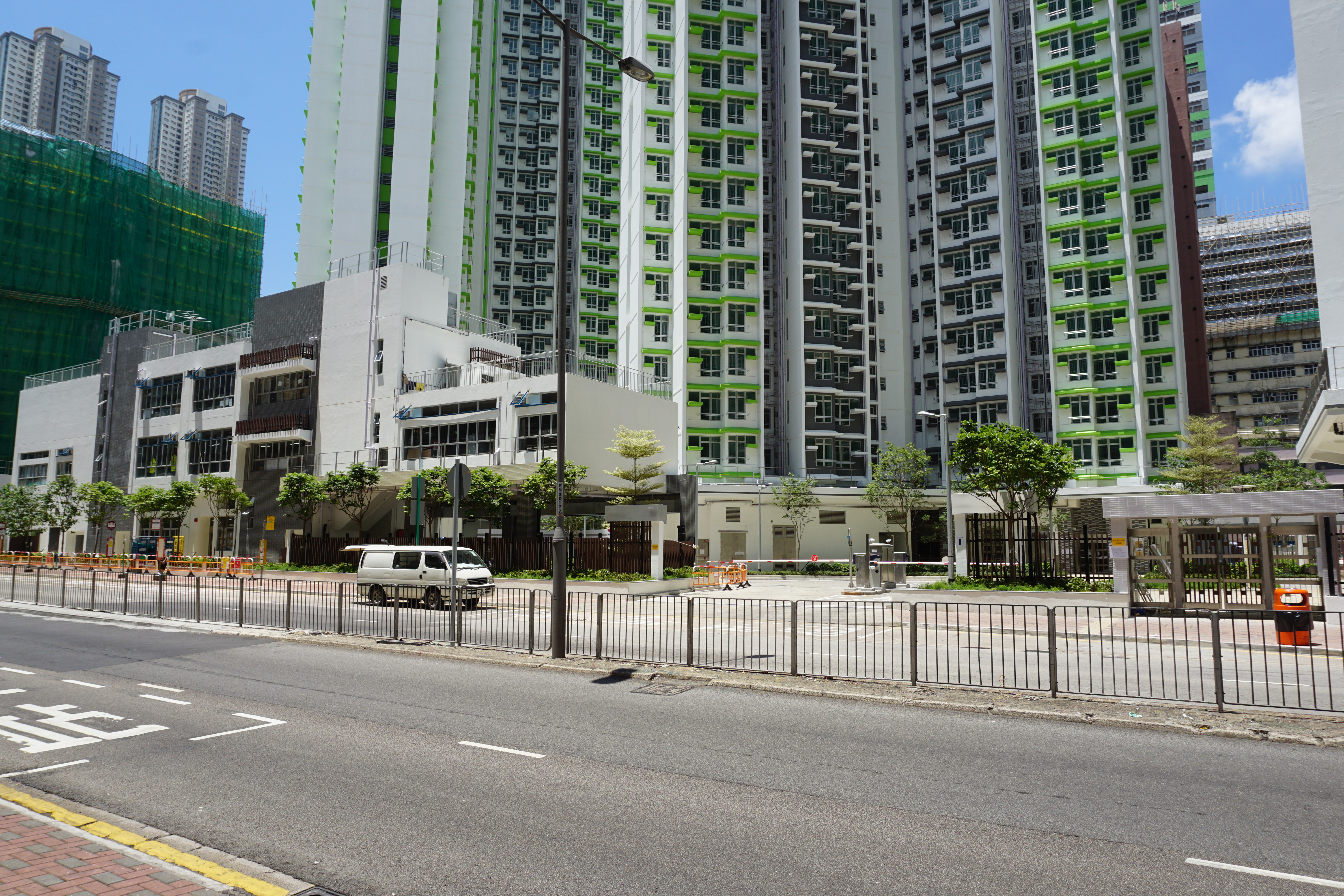
長者日間護理中心及屋苑入口
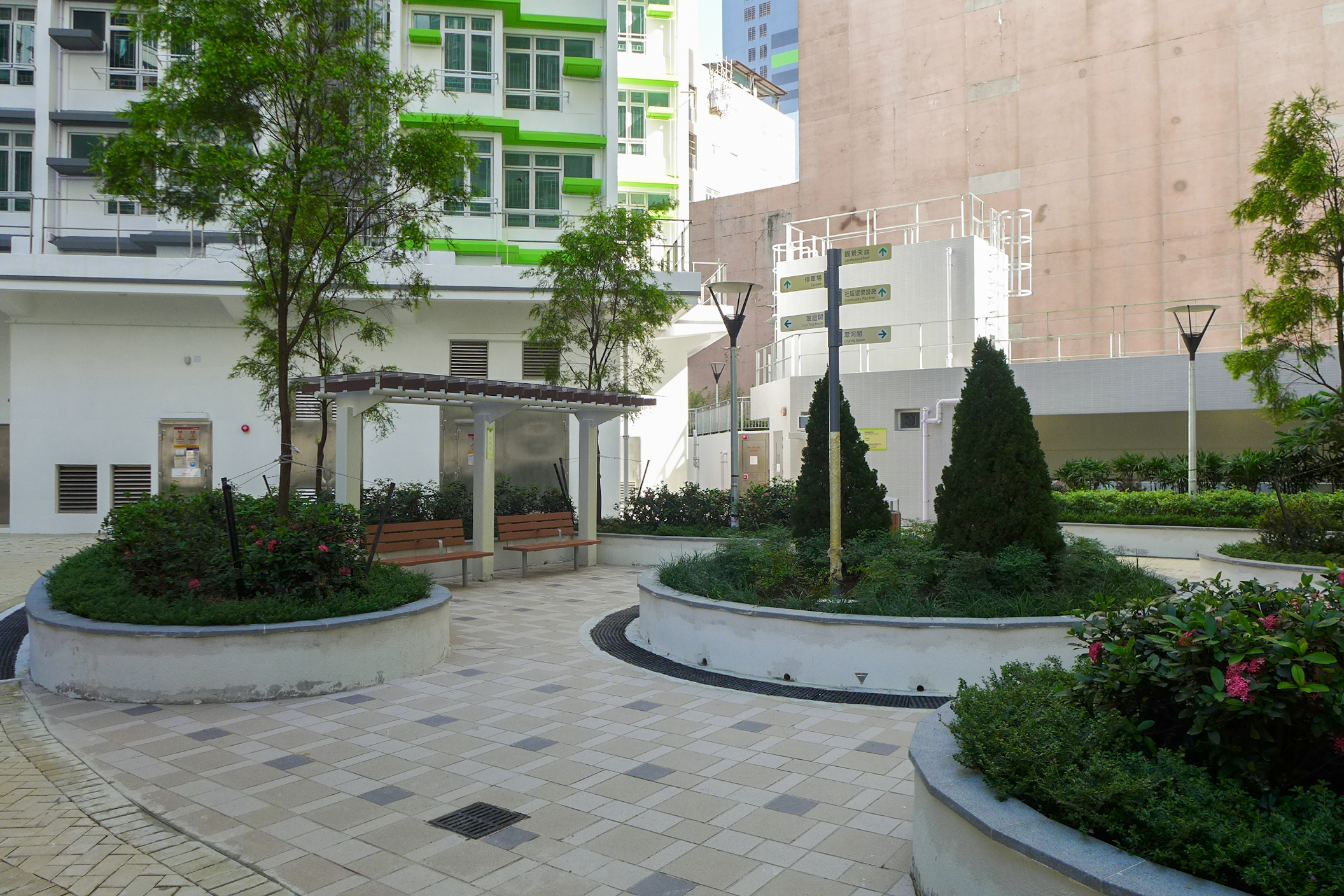
休憩花園（2017年7月）
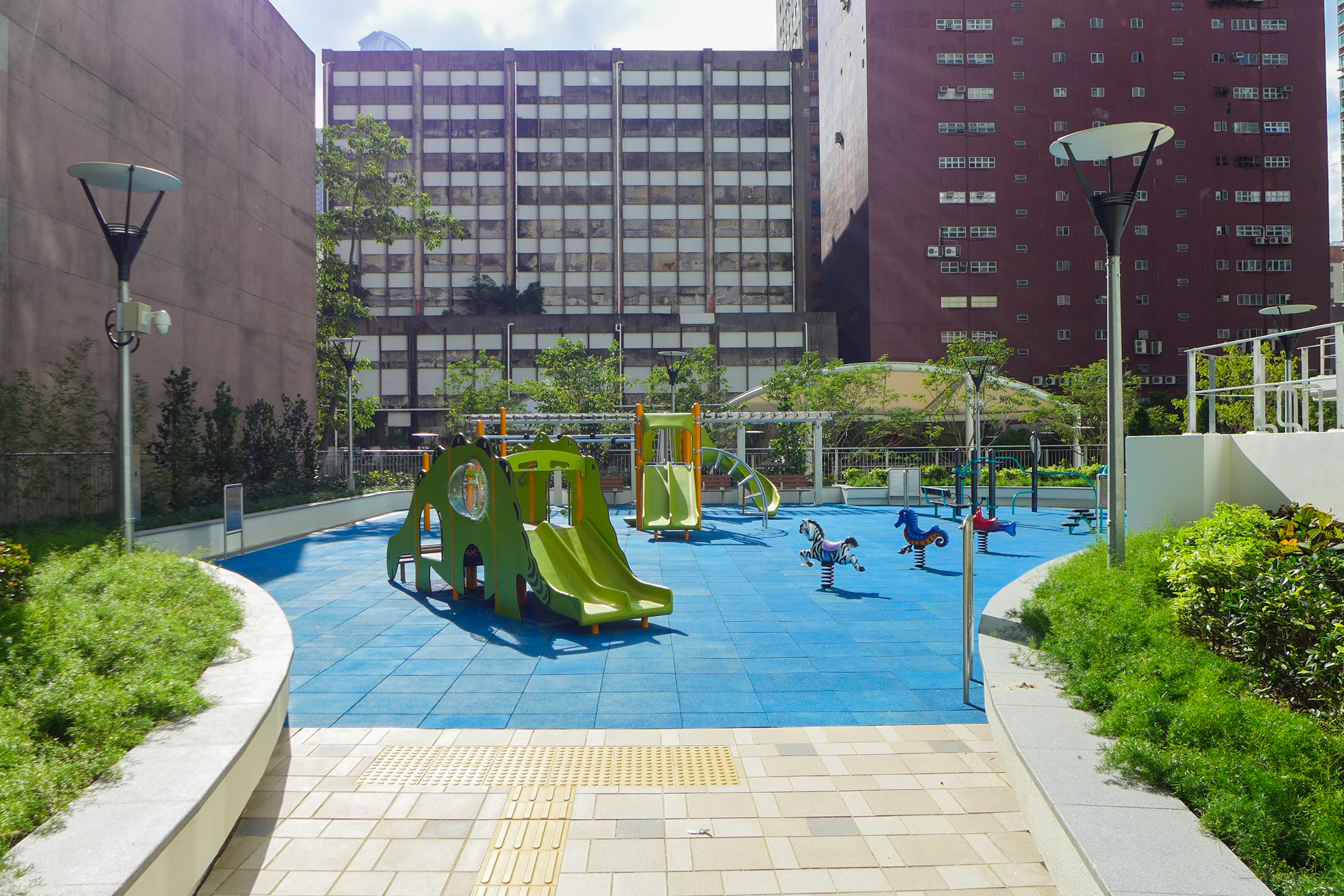
社區遊樂場
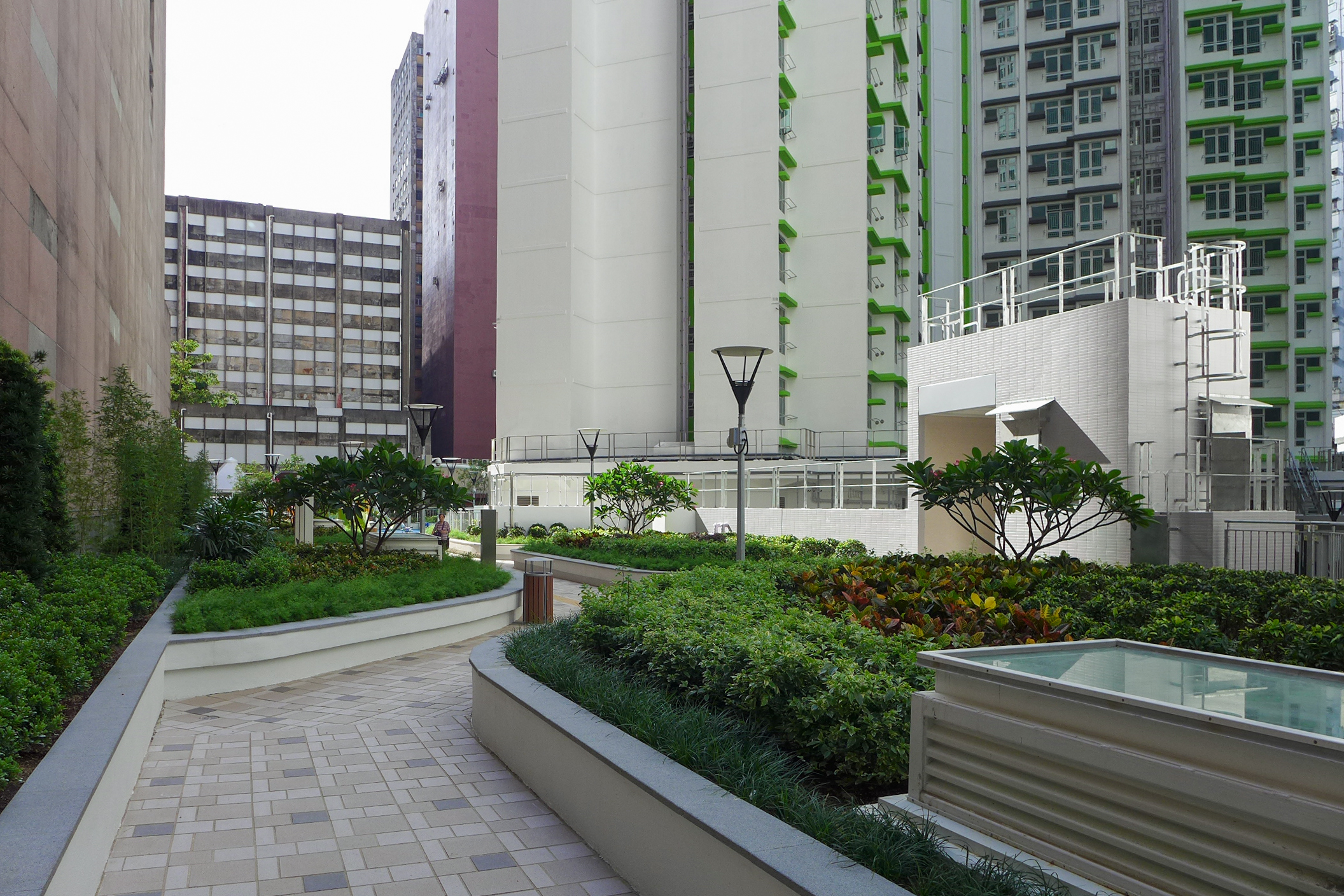
園景天台
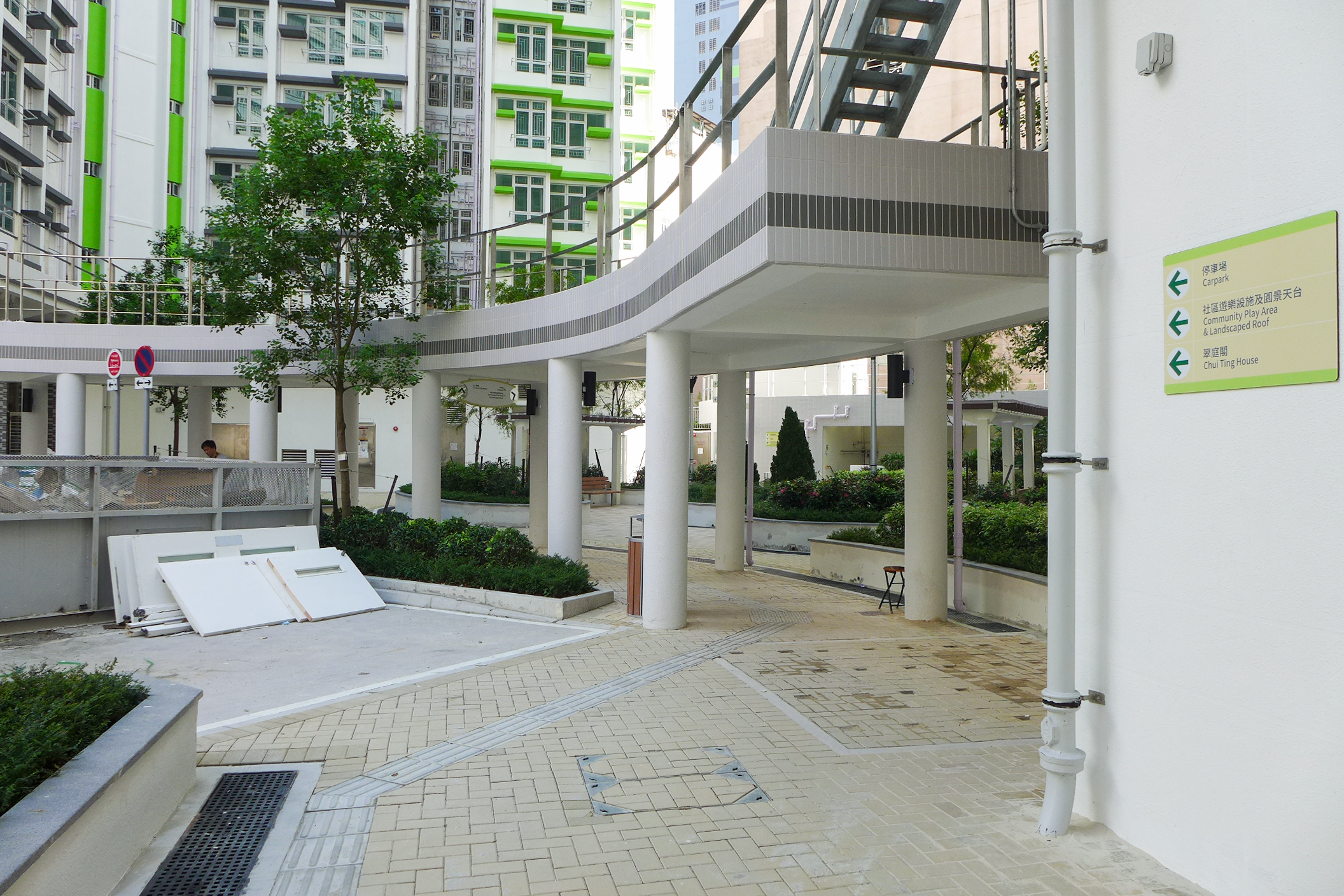
有蓋行人通道（2017年7月）
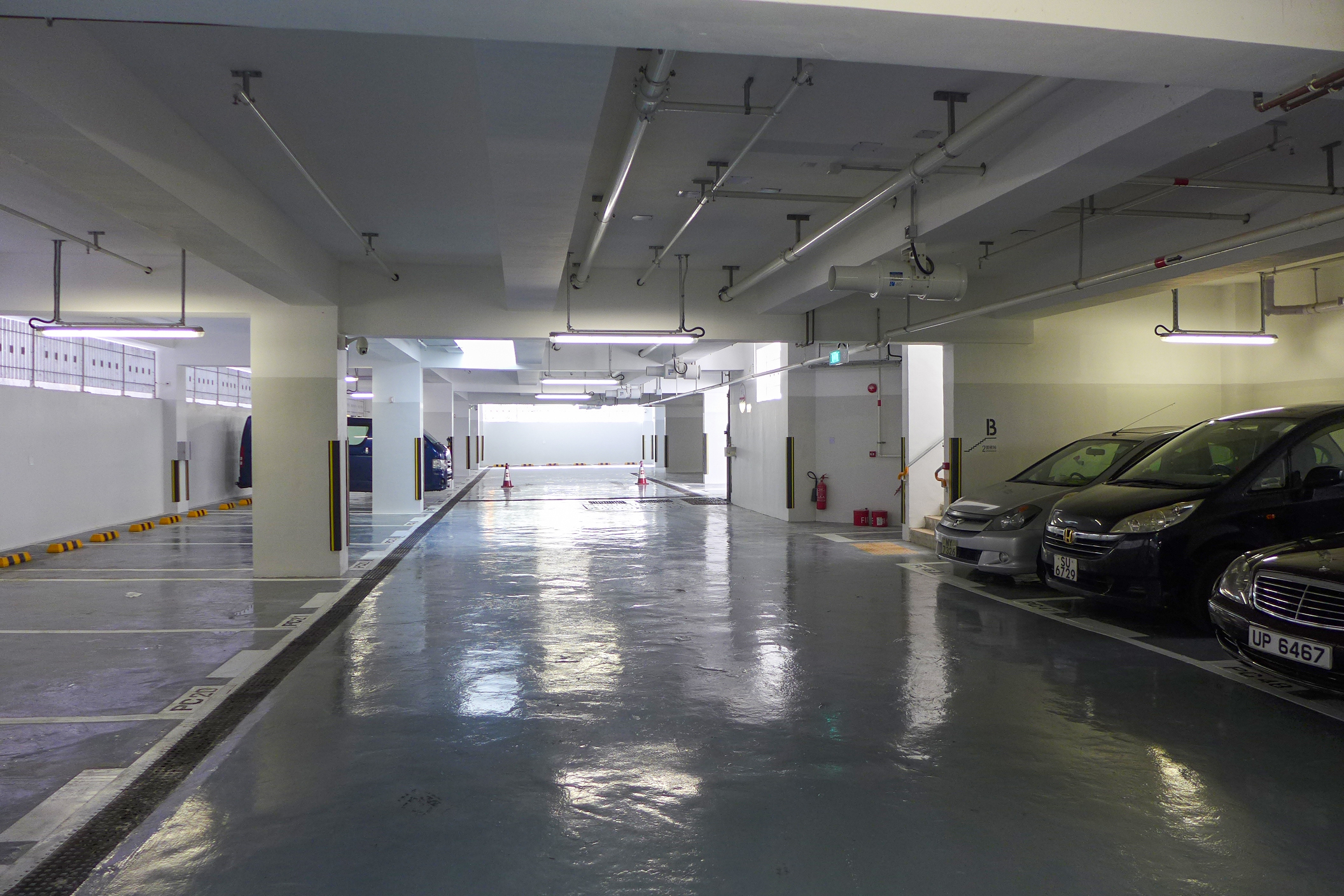
地底停車場

### 建築期間的圖片庫

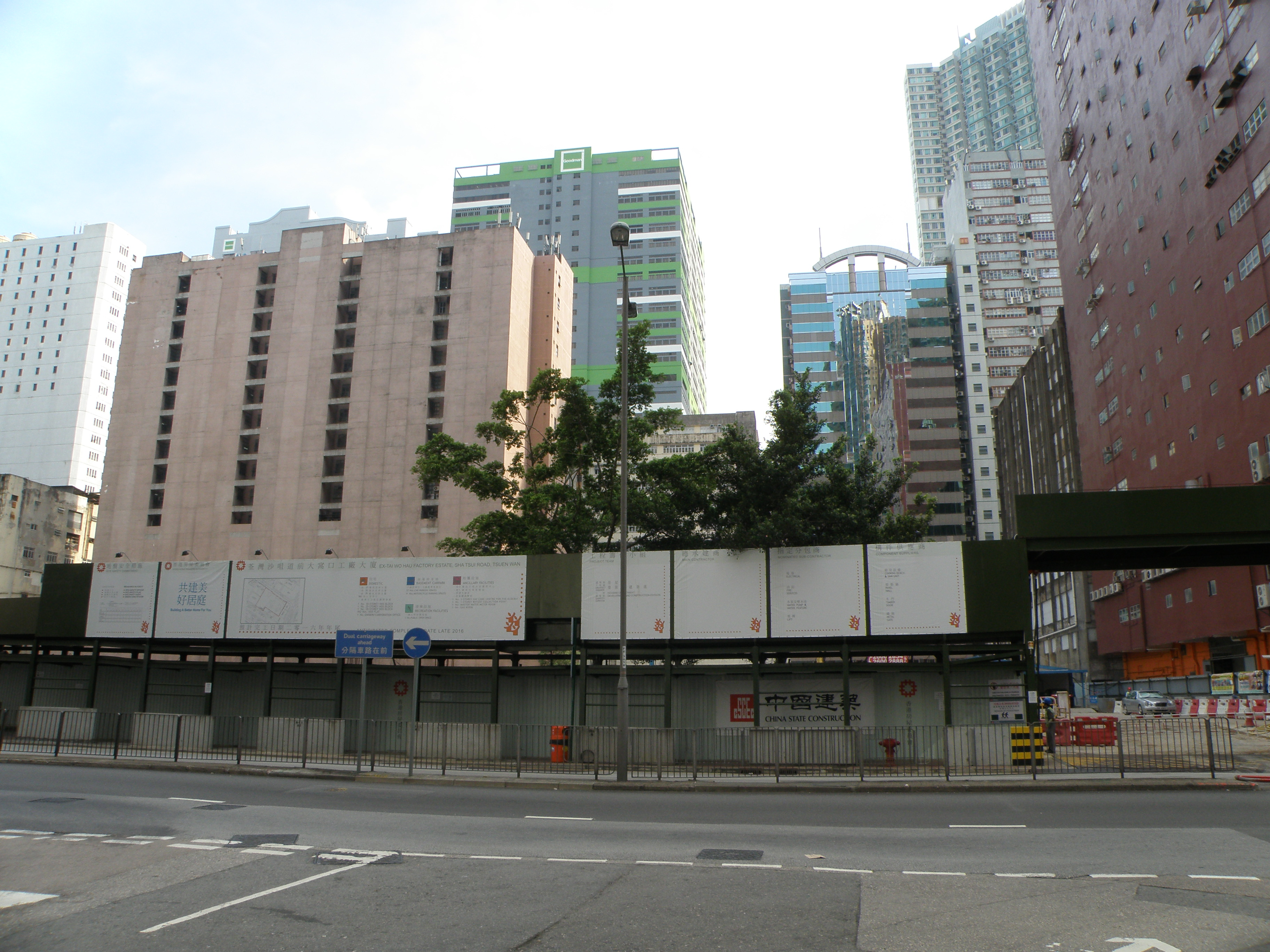
2014年7月
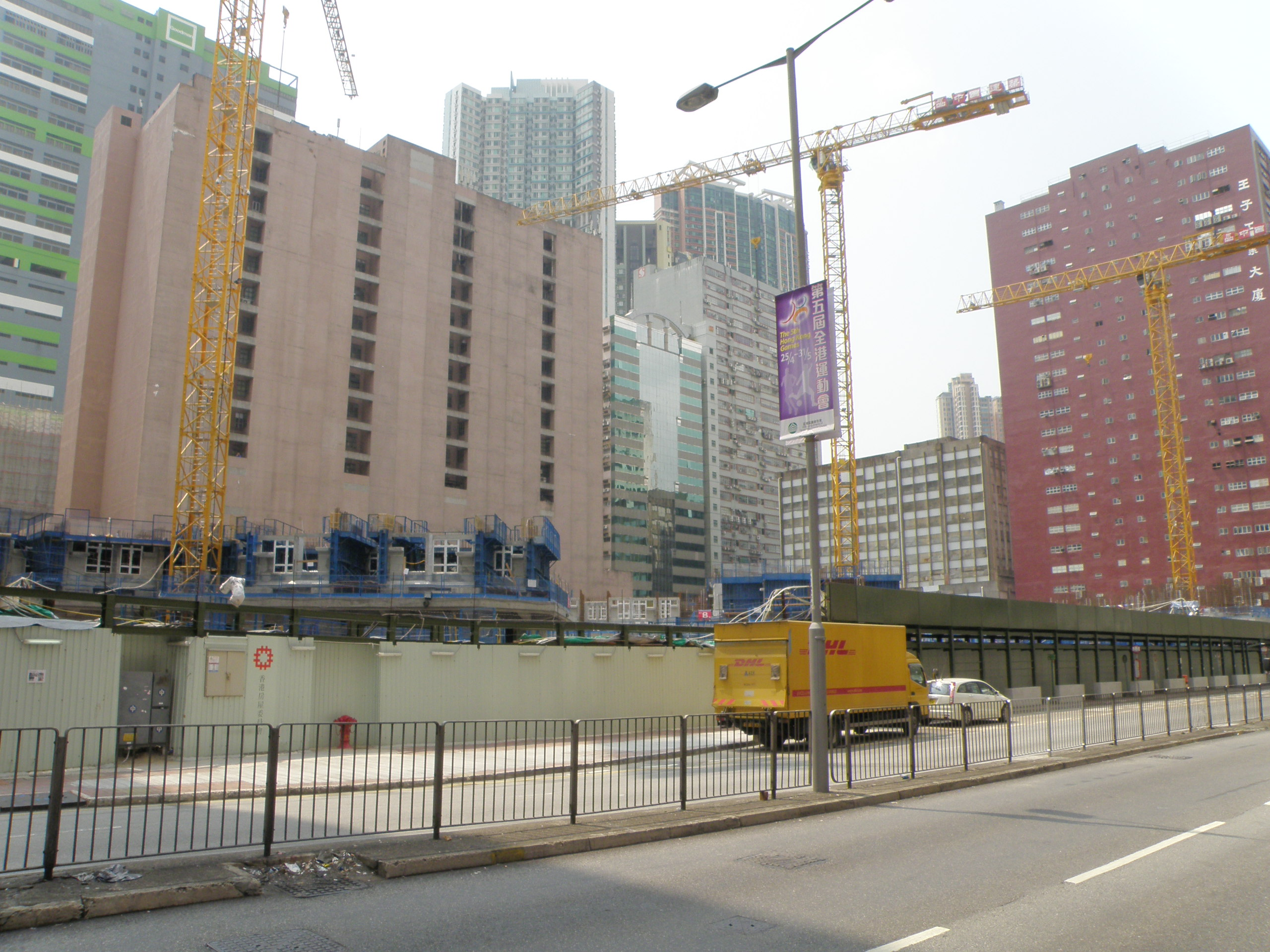
2015年3月
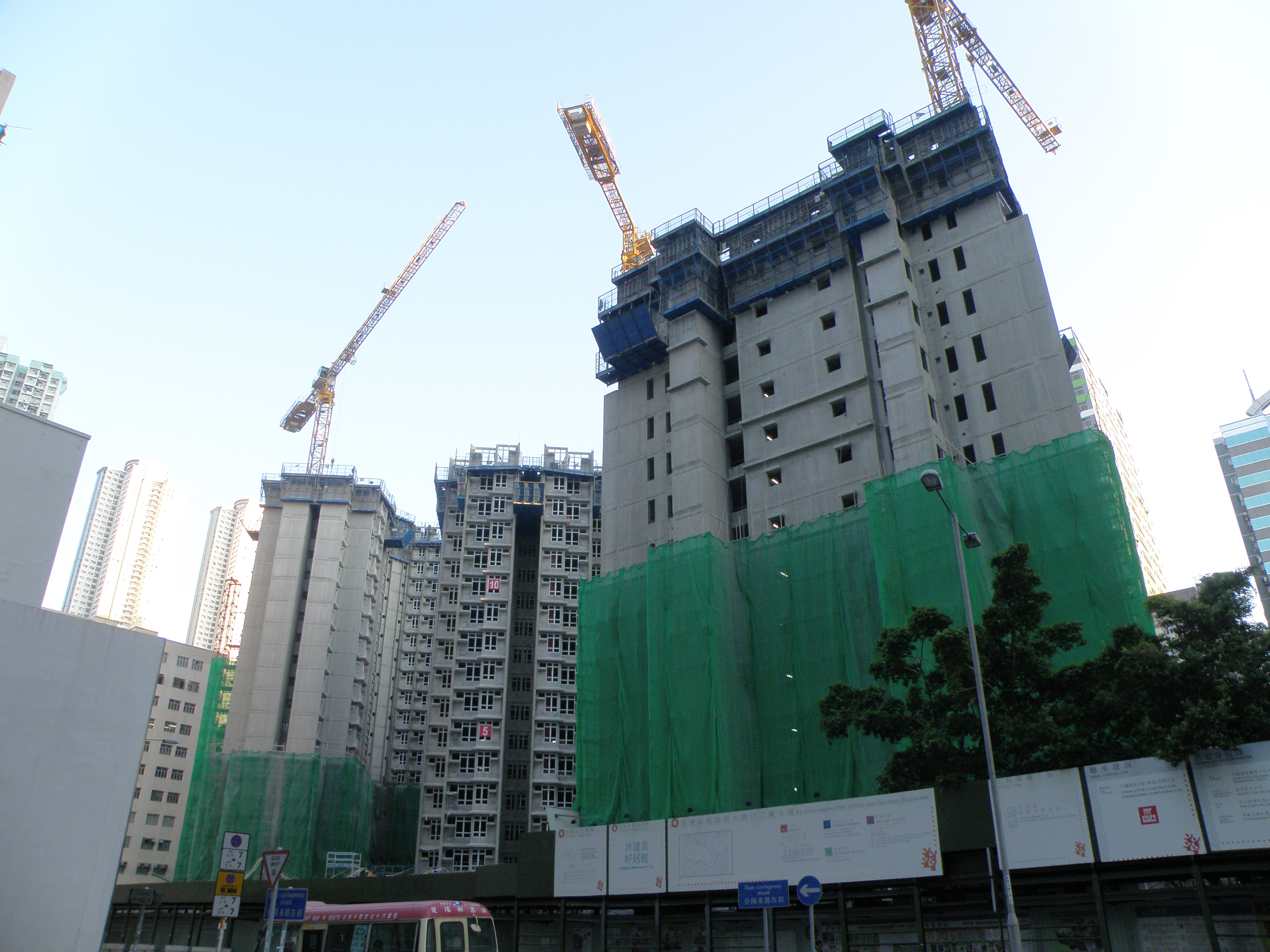
2015年9月
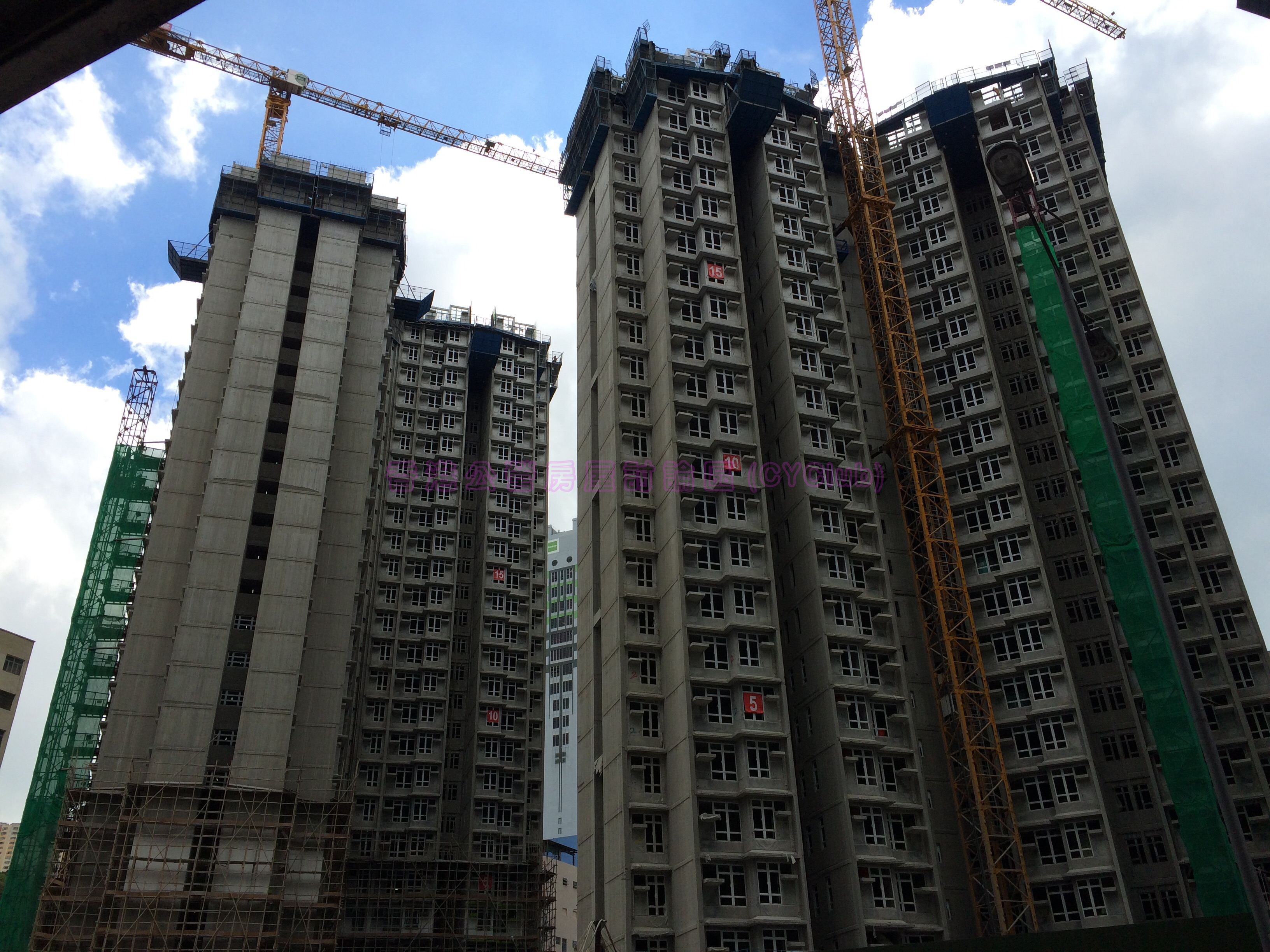
2015年12月
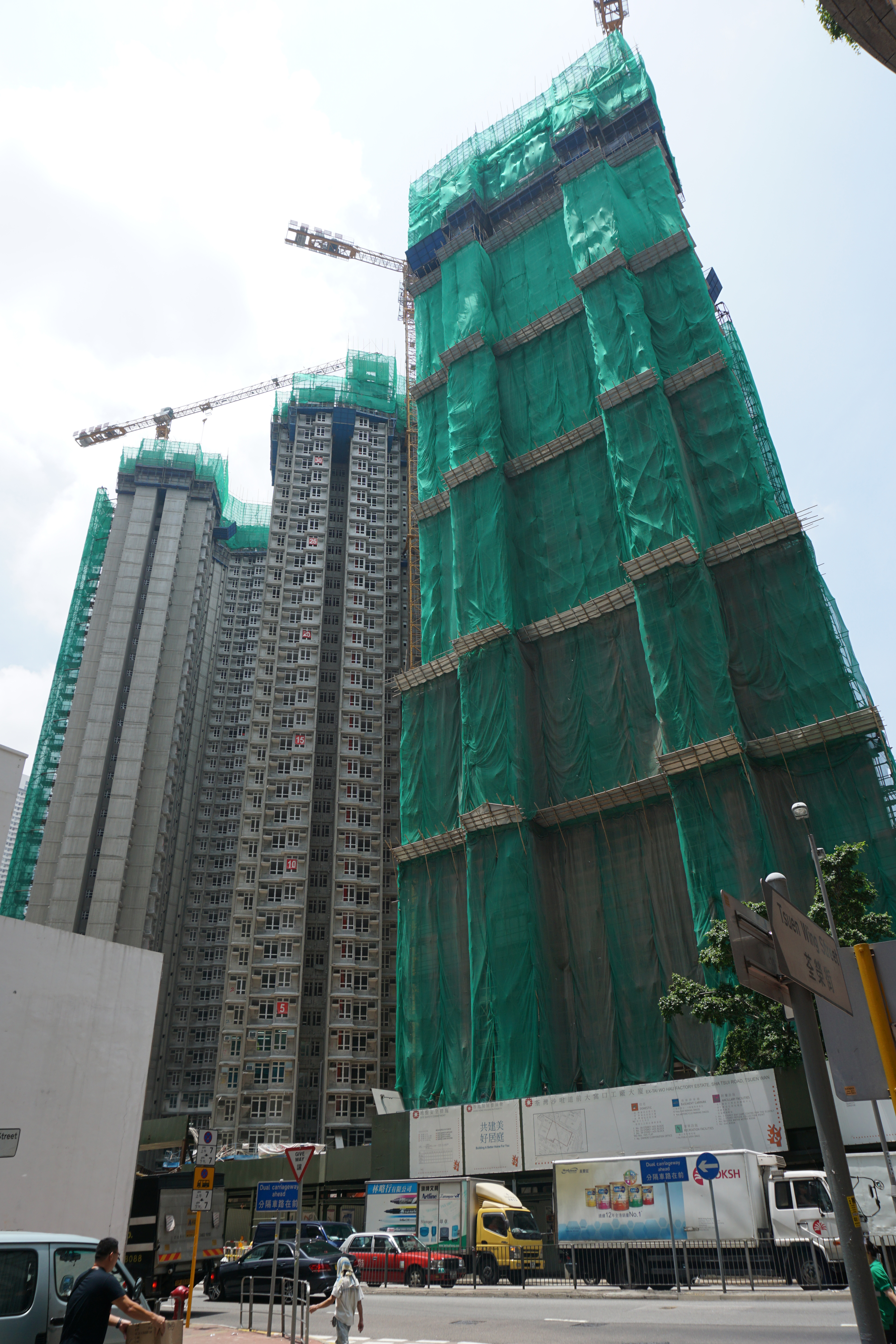
2016年5月
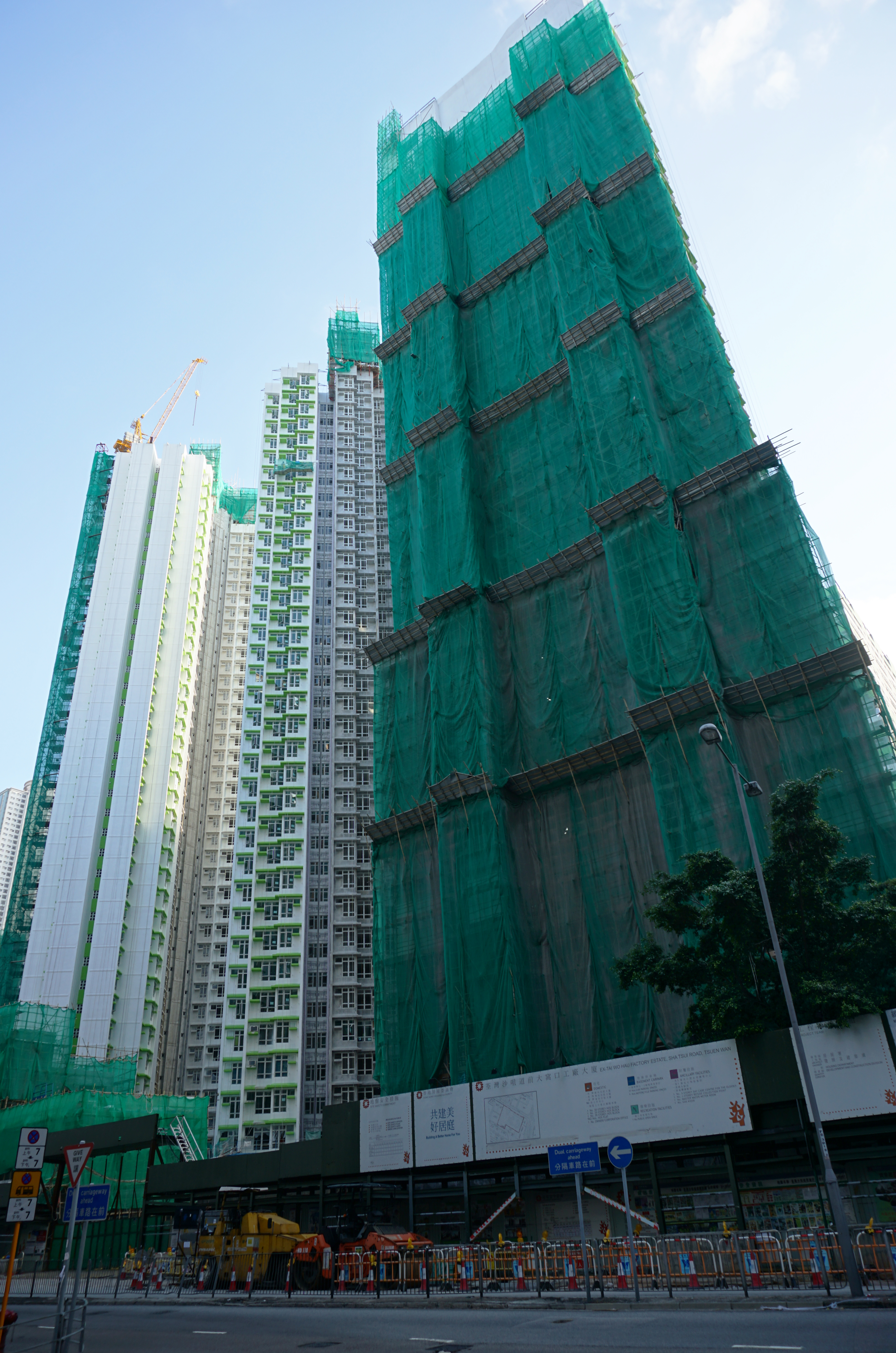
2016年11月
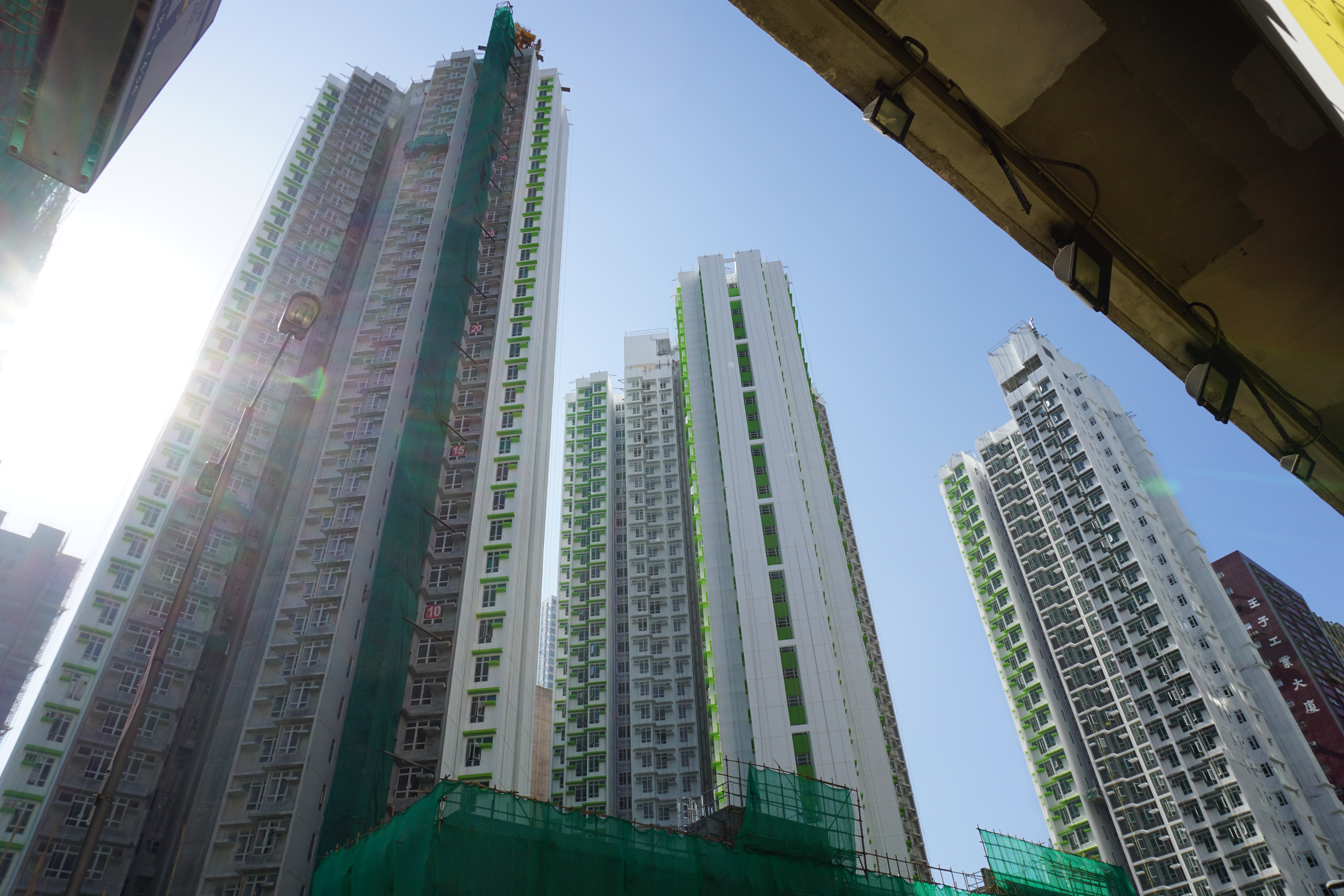
2016年12月，尚翠苑正在進行最後工序
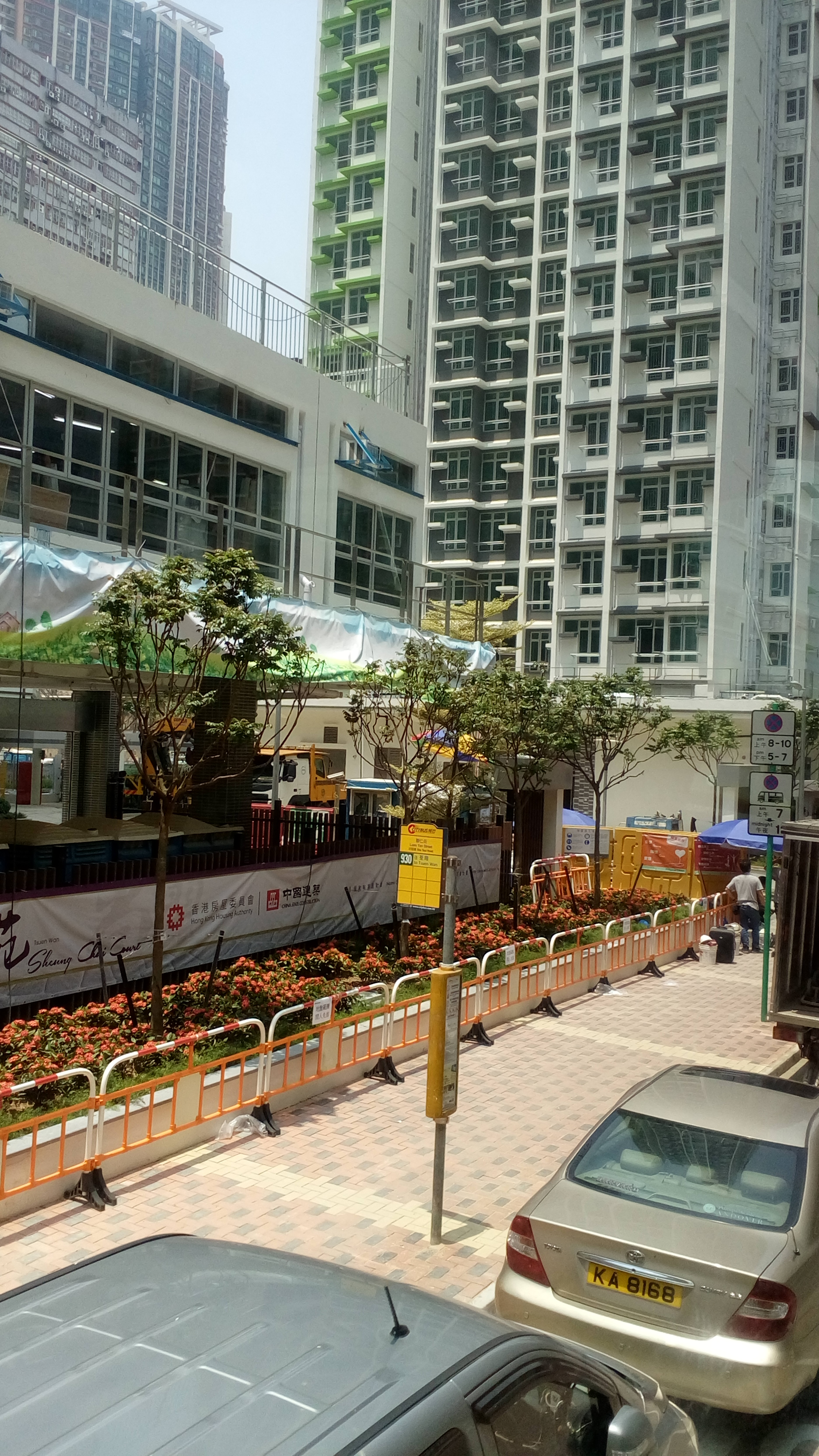
2017年4月

## 相關問題

### 交樓質素欠佳
有驗樓師驗樓後，發現單位交樓質素欠佳，包括單位內地台不平坦、廁所外牆發現一個小孔，廁所門框已出現罅隙，客廳外牆出現半呎乘半呎的空心批盪、牆身批盪手工差及有業主單位地板露出鋼筋等。有媒體到其中一個單位內廚房及廁所抽取4個水辦化驗，發現2個頭浸水水辦含鉛量超標44%及28%，業主對化驗結果感詫異。

### 食水鉛超標
有傳媒化驗其中一個單位食水，發現含鉛量超標4成半。涉事單位的業主認為自2015年鉛水事件後，房署的居屋仍出現食水含鉛問題，是不能接受。房委會到7月21日公布結果，指出該食水含鉛量合乎世界衞生組織標準；又指新製造的銅合金水喉裝置在使用初期會釋出微量鉛，只要經日常使用後，含鉛釋量在一周至幾個月後會降至極低水平。

### 建築廢料清理次數不足
由於交樓質素欠佳，不少業主裝修時會清拆，建築廢料堆積高逾1.8米，環境變得烏煙瘴氣。剛入伙的居民批評環境差劣，前任管理公司瑞安物業管理有限公司清理次數不足。房屋署回應指，暫時沒有收到住戶投訴，但已要求管理公司加派人手巡邏。

## 鄰近建築
屋苑附近有不少工廠，不時排放廢氣，加上附近匯集多間物流公司，經常有重型貨櫃車出入，空氣及噪音污染問題嚴重。加上日後附近土地將由工業地帶改劃為綜合住宅區，塵土飛揚、噪音滋擾的問題值得關注。
- 大窩口邨
- 名逸居
- 寶石大廈
- 悅來酒店
- 荃灣天主教小學
- 橫窩仔街花園